# Weinan
Weinan (cinese: 渭南; pinyin: Wèinán) è una città-prefettura della Cina nella provincia dello Shaanxi.

## Amministrazione

### Gemellaggi
- Seghedino